# Guidismo en España
La Federación Española de Guidismo, heredera de la antigua Asociación Guías de España, cede el 20 de octubre 1984 en El Escorial (Madrid), su nombre en exclusiva a esta Federación.
Está formada por 18 Grupos Guías que constituyen las 6 asociaciones Guías de ámbito autonómico: Asociación Scout-Guía Vasco da Ponte (Galicia), Asociación Guías de Aragón (Aragón), Asociación Guías de Madrid (Madrid), Asociació Guíatge Valencia (Valencia), Escoltes i Guías de Mallorca (Islas Baleares), Euskal Eskaut Gia Elkartea (País Vasco), siendo en total más de 1.000 miembros
A nivel nacional la Federación Española de Guidismo forma parte y participa activamente en el Consejo de la Juventud de España y existe colaboración mutua con: Ministerio de Trabajo y Asuntos Sociales, Dirección General de Acción social, del Menor y la Familia, Instituto de la Juventud y Federación de Asociaciones de Scouts de España-ASDE. 

## Historia del Guidismo en España
La primera guía española fue María Abrisqueta de Zulueta, quien hizo su promesa en San Sebastián como guía aislada de Inglaterra en 1929, cuando tenía 18 años.
María, con un grupo de chicas mayores, formaron la Primera Compañía de San Sebastián y es de suponer que también fuera la primera compañía de España.
El guidismo no se extendió entonces con rapidez por lo avanzado de sus actividades (excursiones, campamentos, viajes) con relación a la época. Al cabo de algunos años los Exploradores de España (primera asociación scout que existió en España) empezaron a formar grupos de Exploradoras en ciudades como Barcelona, Zaragoza, Málaga, Murcia y Madrid.
- Por exigencias de la Oficina Mundial se formó la Federación de Muchachas Guías de España. Su secretaría se encontraba en San Sebastián la cual inició, como Boletín Nacional, "El Trébol" y se confeccionaron Estatutos que fueron aprobados por el Gobierno.

- Durante la guerra civil española (1936) y la post-guerra estuvieron suspendidas todas las actividades guías.

- En 1946 en San Sebastián se constituye la "Primera Compañía" surgiendo de nuevo el Guidismo en España

- Hacia 1948 volvieron a surgir focos que tímidamente iniciaron actividades guías, entre ellos la Asociación Guías de España (AGE), descendente directa de la Federación de Muchachas Guías de España. También en Cataluña empezaron a nacer varias organizaciones como la Germanor de Noies Guies.

- El 4 de marzo de se firmó un acuerdo entre la AGE y la Germanor de Noies Guies en presencia de la Directora de la Oficina Mundial y la Comisaría para Países Aspirantes de la Asociación Mundial, por el cual se fundaba la Federación Guías de España, que fue reconocida como país miembro aspirante de la Asociación Mundial en la Conferencia que tuvo lugar en Brasil, en 1957.

- En 1956 tuvo lugar la primera Asamblea Nacional de la AGE. Miembros de la Asociación comenzaron a asistir a conferencias internacionales y a campamentos de formación para adquirir más amplios conocimientos del método y objetivos del guidismo.

- En 1961 y, posteriormente, en 1966 la AGE fue reconocida oficialmente por el Gobierno Español, adquiriendo, por tanto, personalidad jurídica. En el año 1962, por disidencias entre los miembros del Equipo Nacional, las provincias optaron por proseguir sus actividades de manera independiente, ayudadas por Guipúzcoa que contaba con un buen cuadro de jefas experimentadas. Con el tiempo, se fueron encontrando personas para formar un nuevo Equipo Administrativo, el cual, fue oficialmente elegido en la Asamblea del 19 de mayo de 1963.

Este equipo se puso de inmediato a trabajar con el fin de unificar el guidismo. Se redactaron Estatutos y folletos administrativos y se fue inculcando una unidad de criterio; se reanudaron anualmente las Asambleas Generales, se llevaron a cabo campamentos de formación, de información, de Jefes, etc. Este período de reorganización duró unos tres años durante los cuales se formó una secretaría sólida, se establecieron métodos y formas de trabajo y se iniciaron varias publicaciones. Después de ese período la mayor tarea fue la pedagógica y la de promoción del guidismo.
Con el tiempo se constató que el acuerdo que dio lugar a la Federación Guías de España no respondía a las necesidades de las diferentes organizaciones. Después de varias reuniones entre miembros de la AGE, Germanor y Oficina Mundial, se constituyó el "Comité de Enlace del Guidismo en España". El documento constitucional de este Comité fue aprobado el 28 de noviembre de 1965 por la Asamblea General Extraordinaria de la Asociación de Guías de España y el 29 de noviembre del mismo año por el Comité de la Federación "Guiatge Catalá" y entró en vigor el 27 de febrero de 1966.
Este comité representa oficialmente a España en el exterior. En aquel año, en España existían dos asociaciones guías reconocidas por la Oficina Mundial: El Guiatge Catalá integrado por: Germanor de Noies Guies, Guies de Sant Jordi, Girl i Boy Scouts de Cataluña y Noies i Nois Escoltes y la Asociación Guías de España.
El Comité de Enlace es el organismo representativo de España en todo lo que se refiere a asuntos internacionales. Coordina las actividades internacionales y se encarga de que las dos asociaciones reciban la información que proviene del exterior.
El Comité de Enlace fue reconocido como Asociación miembro oficial en la Conferencia Mundial de Finlandia en junio de 1969.
- En 1984 se constituye la "Federación Española de Guidismo" siendo heredera de la antigua Asociación Guías de España. En su constitución se decide trabajar la Coeducación como método educativo, respondiendo a la realidad existente, formándose grupos mixtos de Guías.

En 1998, se produce el reconocimiento de los socios masculinos como miembros de pleno derecho por parte de la Asociación Mundial de las Guías Scouts (AMGS).